# Andrzej Duda

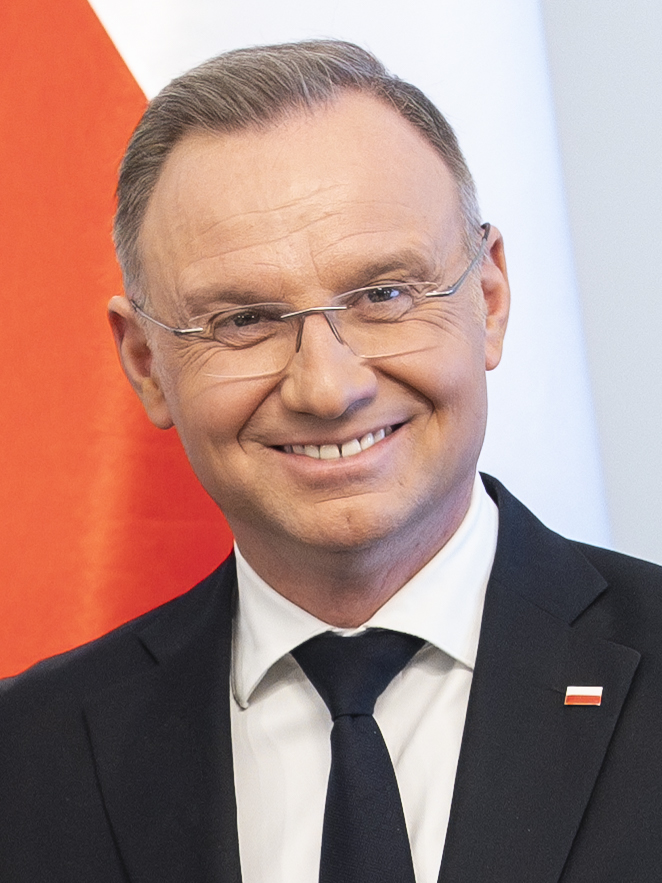
Andrzej Duda (2025)

Andrzej Sebastian Duda [ˈandʐɛj sɛˈbastʲjãn ˈduda] anhörenⓘ (* 16. Mai 1972 in Krakau) ist ein polnischer Politiker. Er war von 2015 bis 2025 Präsident der Republik Polen.
Der studierte Verwaltungsjurist war 2011 bis 2014 Abgeordneter des Sejm und 2014 bis 2015 Mitglied des Europäischen Parlaments, nachdem er zuvor für Jarosław und Lech Kaczyński gearbeitet hatte. Im Mai 2015 trat er in Folge seiner Wahl zum Präsidenten aus symbolischen Gründen aus der Partei Prawo i Sprawiedliwość (PiS) aus, blieb ihr aber programmatisch treu.

## Familie, Ausbildung und Beruf
Dudas Vorfahren stammen aus den südostpolnischen Beskiden. Einer seiner Großväter kämpfte als Kavallerist 1920 gegen die Sowjetunion und 1939 gegen Deutschland, ein Großonkel wurde als Partisan der polnischen Heimatarmee von der Gestapo zu Tode gefoltert. Seine Eltern, Janina Milewska-Duda und Jan Tadeusz Duda, kommen aus der Gegend von Warschau und zogen nach Krakau, wo beide Professoren an der Wissenschaftlich-Technischen Universität Krakau waren. Duda und seine jüngere (Adoptiv-)Schwester Dominika wurden in Krakau geboren und wuchsen dort auf.
Duda war 1984 bis 1990 bei den Pfadfindern und besuchte 1987 bis 1991 den humanistischen Zweig des Jan-Sobieski-Gymnasiums Krakau. Er begann daraufhin ein Studium an der Fakultät für Recht und Verwaltung der Jagiellonen-Universität in Krakau, wo er 1997 einen Magisterabschluss erwarb und anschließend wissenschaftlicher Mitarbeiter am Lehrstuhl für Verwaltungsrecht war. 2005 wurde er dort bei Jan Zimmermann mit einer Arbeit über das Rechtsschutzinteresse im polnischen Verwaltungsrecht promoviert, die 2008 veröffentlicht wurde, und war anschließend an derselben Hochschule als Dozent tätig. Im Frühjahr 2005 gründete Duda zudem eine Rechtsanwaltskanzlei.
Er ist seit 1994 mit der Deutschlehrerin Agata Kornhauser-Duda verheiratet, einer Tochter des Krakauer Dichters Julian Kornhauser. 1995 wurde ihre Tochter Kinga geboren. Sie lebten bis zu seiner Wahl zum Staatsoberhaupt in Prądnik Biały, einer Großwohnsiedlung im nördlichen Krakau. Die der Regierungspartei PiS nahestehende Wochenzeitschrift Do Rzeczy kritisierte, dass Duda seine Tochter Kinga im Präsidialamt als „Beraterin für gesellschaftliche Fragen“ engagiert hat.

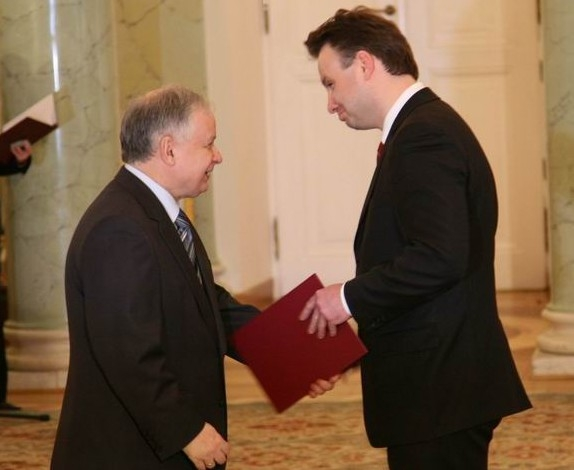
Beim Amtsantritt in der Präsidentenkanzlei mit Lech Kaczyński (2008)

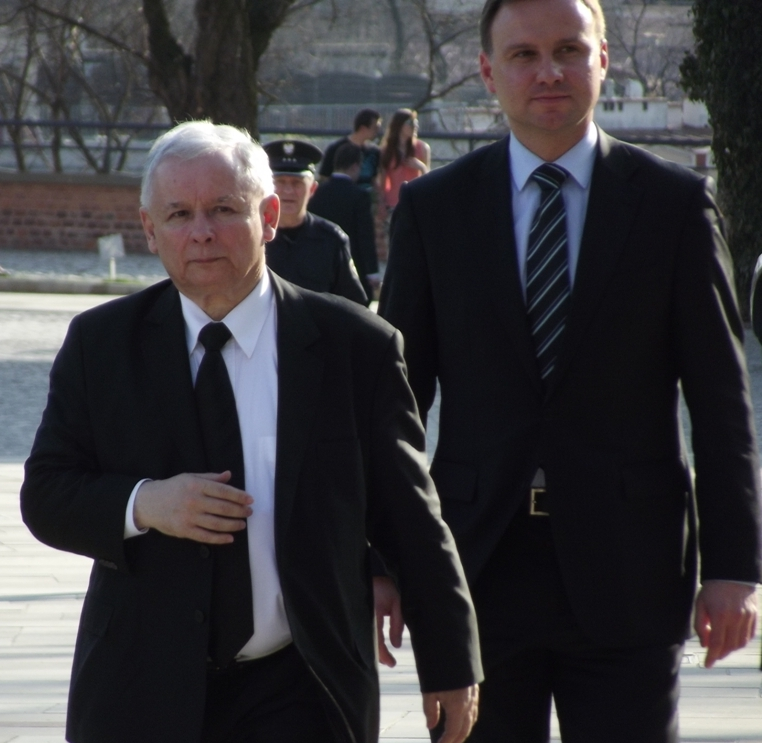
Mit seinem Förderer Jarosław Kaczyński (2013)

## Politische Karriere bis zur Präsidentschaftskandidatur
Duda engagierte sich 1990 und 1995 als Freiwilliger beim Präsidentschaftswahlkampf von Lech Wałęsa. Im Jahr 2000 wurde er Mitglied der linksliberalen Partei Unia Wolności, die damals Juniorpartner in der Regierung von Jerzy Buzek war und wurde deren stellvertretender Kreisvorsitzender im Krakauer Stadtteil Podgórze, verließ jedoch die Partei 2001 wieder. Über seine Erfahrungen bei Unia Wolności sagte er später, dass „es reichte um von ihnen abgeschreckt zu werden“.
Nach der Parlamentswahl in Polen 2005 wurde er Rechtsberater der PiS-Fraktion im Sejm. Am 1. August 2006 trat Duda als stellvertretender Justizminister ins Kabinett von Jarosław Kaczyński ein, dem er bis zu einer Kabinettsumbildung 2007 angehörte. Von November 2007 bis 2011 war er vom Sejm gewähltes Mitglied des polnischen Staatsgerichtshofs. Am 16. Januar 2008 wurde er als Unterstaatssekretär in die Präsidentenkanzlei berufen und zum engen Berater des damaligen polnischen Staatspräsidenten Lech Kaczyński, der beim Flugunfall von Smolensk 2010 ums Leben kam. Duda war als Teil der Delegation vorgesehen, die 2010 nach Smolensk flog, verzichtete jedoch wegen einer Erkrankung seiner Tochter kurzfristig auf die Teilnahme.
Duda wurde bei den Selbstverwaltungswahlen in Polen 2010 in den Rat der Stadt Krakau gewählt und saß dort der PiS-Fraktion vor. Bei der Parlamentswahl in Polen 2011 wurde Duda im Krakauer Wahlkreis 13 in den Sejm gewählt, wo er bis zu seinem Ausscheiden 2014 PiS-Abgeordneter und stellvertretender Vorsitzender des Verfassungsausschusses war. Vom 27. November 2013 bis zum 9. Januar 2014 diente er als Parteisprecher der PiS und organisierte im Anschluss den Europawahlkampf 2014 der Partei. Am 25. Mai 2014 wurde er ins Europäische Parlament gewählt, dem er ab dem 1. Juli 2014 für die Fraktion der Europäischen Konservativen und Reformer angehörte. Dort war er stellvertretender Vorsitzender der Delegation in der Paritätischen Parlamentarischen Versammlung und Mitglied im Rechtsausschuss. Mit zwölf vorgelegten Berichten belegte er den zweiten Platz aller Abgeordneten im Europäischen Parlament und wurde daher auch als bester Europaabgeordneter bezeichnet. Er schied am 25. Mai 2015 aus. Für den Tagesspiegel war Duda allerdings ein unauffälliger Hinterbänkler. Das sozialliberale Nachrichtenmagazin Polityka führte ihn in einer Rangfolge als einen der besten Sejm-Abgeordneten des Jahres 2013 auf.

## Präsidentschaftskandidatur 2015

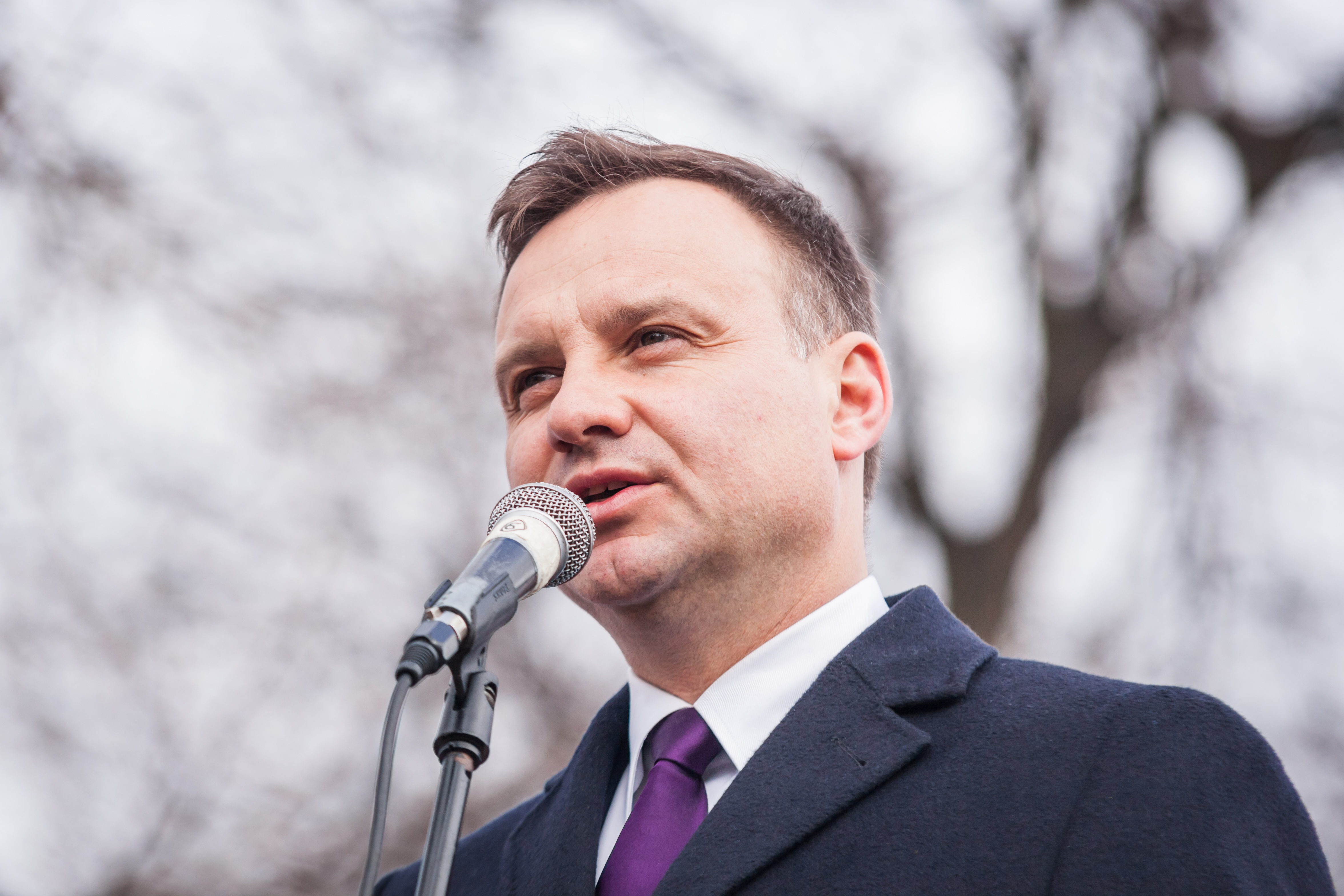
Im Wahlkampf (2015)

Am 11. November 2014 schlug der Parteivorsitzende Jarosław Kaczyński den bis dahin weithin unbekannten Duda als Kandidaten der PiS bei der Präsidentschaftswahl in Polen 2015 vor. Zuvor hatten viele Medien vermutet, dass Kaczyński nach der Präsidentschaftswahl in Polen 2010 ein zweites Mal antreten werde. Am 6. Dezember 2014 nominierte der PiS-Parteivorstand Duda als Präsidentschaftskandidaten. Zu Beginn seines Wahlkampfs im Februar 2015 versprach Duda, das Erbe Lech Kaczyńskis anzutreten und sich für den sozialen Ausgleich einzusetzen, konkret durch eine Senkung des Rentenalters sowie eine Anhebung des Steuerfreibetrags auf mindestens 8.000 Złoty. Er drängte darauf, dass über beide Projekte, die nicht in der Zuständigkeit des polnischen Präsidenten liegen, im Sejm noch vor der im Herbst anstehenden Parlamentswahl abgestimmt werde. Gesellschaftspolitisch nahm Duda mit der Ablehnung von Abtreibungen und der gleichgeschlechtlichen Ehe eine konservative Position ein. Außenpolitisch setzte er auf einen eigenständigeren Kurs gegenüber den großen Ländern der Europäischen Union, insbesondere Deutschland, mit moderater EU-Skepsis und Ablehnung des Euro. Duda stilisierte sich als freundlicher, aufgeschlossener und zeitgemäßer Kandidat, der mit vielen Bürgern auf Reisen durch das Land ins Gespräch kam und als dynamische, nahbare Alternative wahrgenommen wurde.
In allen Umfragen lag Duda hinter dem Amtsinhaber Bronisław Komorowski, der zur Wiederwahl antrat, auf dem zweiten Platz. Bei der Präsidentschaftswahl erhielt er in der ersten Wahlrunde am 10. Mai jedoch 34,76 Prozent der abgegebenen Stimmen und verdrängte damit überraschend Komorowski mit 33,77 Prozent auf den zweiten Platz. In der Stichwahl zwischen den beiden Erstplatzierten am 24. Mai 2015 setzte er sich mit 51,55 Prozent der Stimmen gegen Komorowski mit 48,45 Prozent durch und war damit zum Präsidenten der Republik gewählt. Am 26. Mai 2015 verzichtete er auf die Mitgliedschaft in der Partei Recht und Gerechtigkeit, um die Überparteilichkeit des Präsidentenamtes zu betonen: Es sei für ihn klar, dass er „als Präsident in keiner Weise parteilich sein“ könne.
Duda wurde am 6. August 2015 als Staatsoberhaupt vereidigt.
Dudas Wahlerfolg lässt sich teils darauf zurückführen, dass vor allem Jungwähler, die bis dahin eher die liberalkonservative Platforma Obywatelska unterstützt hatten, sich mehrheitlich für ihn entschieden. Dabei spielte in den Augen einiger Kommentatoren eine Rolle, dass die beruflichen Aussichten und Verdienstmöglichkeiten für Berufsanfänger in Polen trotz jahrelangen Wirtschaftswachstums und sinkender Arbeitslosigkeit sich in der langen Regierungszeit der Bürgerplattform nicht ausreichend verbessert hatten, sondern für viele prekär blieben, während die politische Elite als abgehobene und in sich abgeschlossene Kaste wahrgenommen worden sei. Während der Amtsinhaber Komorowski mit seinem auf „Zusammenhalt und Sicherheit“ zugeschnittenen Wahlkampf die Fortschreibung dieses Status quo versprach, sei es Duda gelungen, sich als Gesicht einer jüngeren Generation statt der regierenden alten Kämpfer des antikommunistischen Widerstandes der achtziger Jahre zu präsentieren, der mit den Bürgern in einen Dialog auf Augenhöhe treten würde. Die Soziologin Krystyna Szafraniec vermutet als eine Ursache für den Erfolg des konservativen Kandidaten das allmähliche Verschwinden der linksliberalen Meinungsträger aus der öffentlichen Debatte. Für Duda stimmten sogar 54,9 Prozent der Wähler, die noch bei der Parlamentswahl 2011 für den kleinen Koalitionspartner der Bürgerplattform, die gemäßigt konservative PSL, votiert hatten. Der Journalist Jan Cienski wies darauf hin, dass er neben seinem jugendlichen Image zugleich an ein Traditionsbewusstsein appellierte, das die nationale Bedeutung des Heldentums, des verlorengeglaubten ländlichen Lebens der Kresy und der katholischen Kirche wiederzubeleben versucht. Als Vorbilder bezeichnete er neben Lech Kaczyński die Widerstandskämpfer des Warschauer Aufstands 1944 und Papst Johannes Paul II.

## Erste Amtszeit als Präsident (2015–2020)

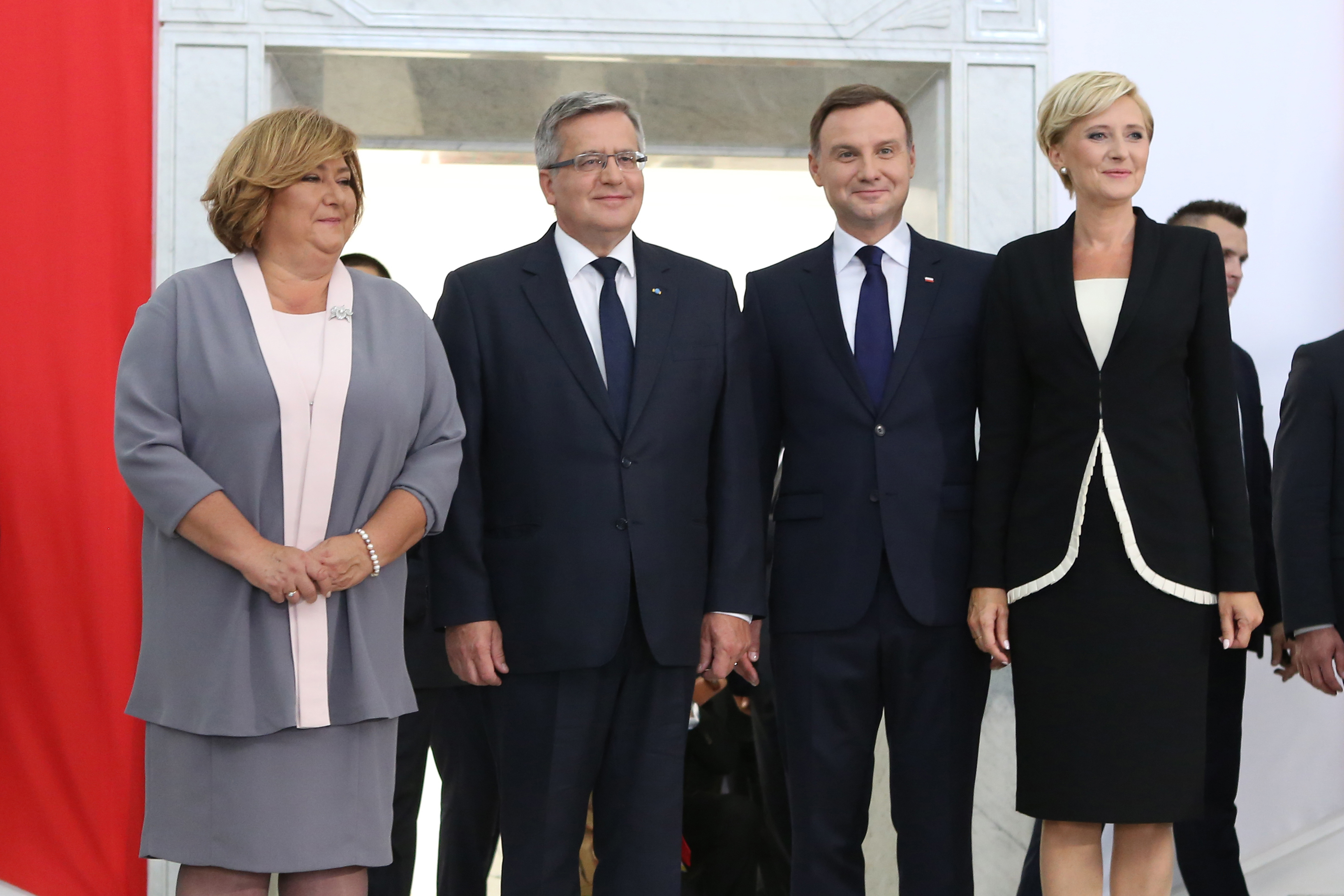
Der ehemalige Präsident Bronisław Komorowski und seine Ehefrau zusammen mit dem neuen Präsidentenpaar (2015)

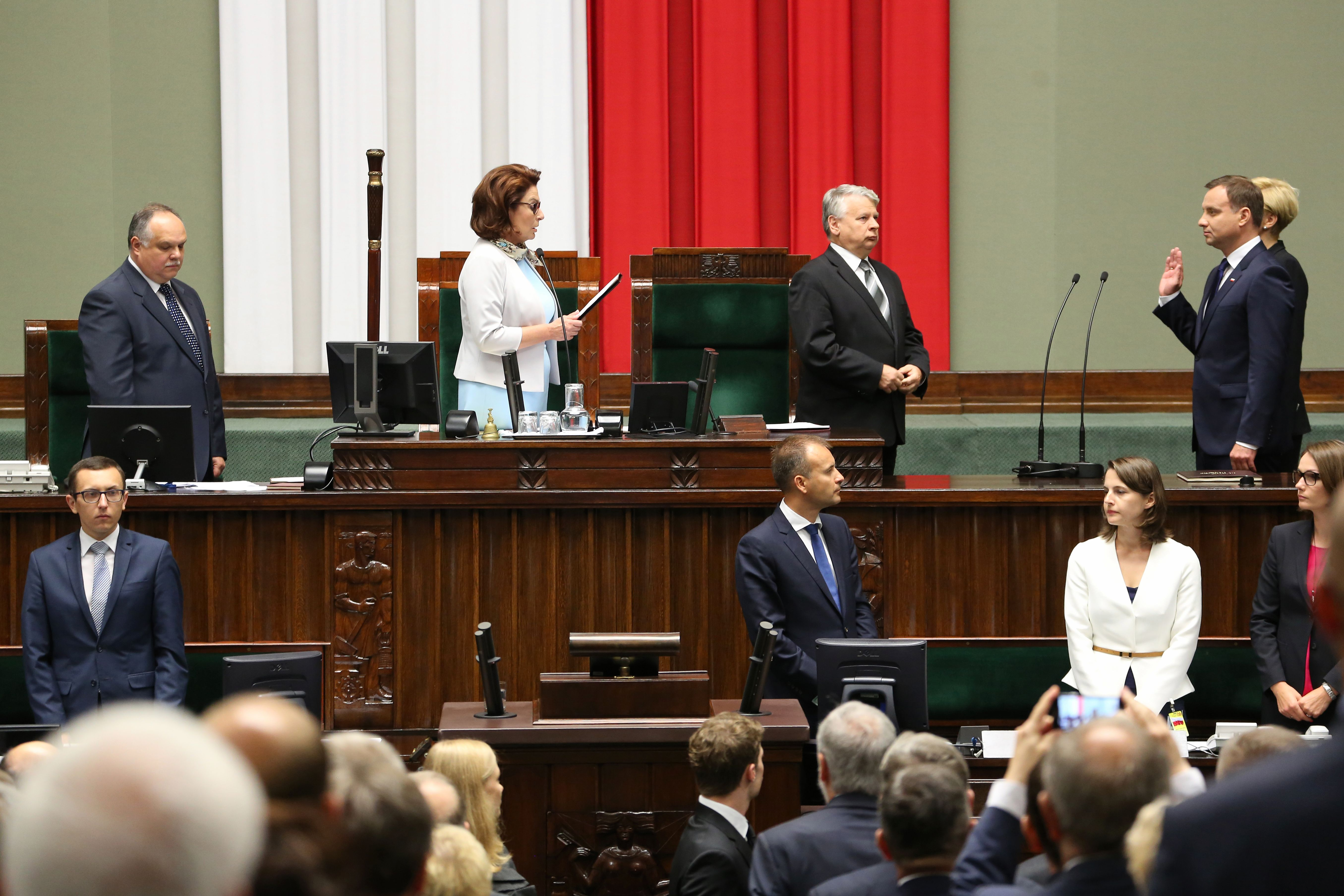
Andrzej Duda während der Eidablegung im Sejm (2015)

Duda wurde am 6. August 2015 vor der Nationalversammlung vereidigt. Anlässlich des Amtsantritts wurde er mit dem Orden des Weißen Adlers und mit dem Großkreuz des Ordens Polonia Restituta ausgezeichnet. Als neu gewählter Präsident erklärte Duda, er strebe eine gute Zusammenarbeit mit der amtierenden Regierung Kopacz an, die politisch das konkurrierende Lager repräsentierte. Seine Berater hat er 2015 nicht aus dem Parteiapparat der PiS, sondern aus seiner Heimatstadt Krakau und aus dem Umfeld des früheren Präsidenten Lech Kaczyński rekrutiert, was manche als Indiz dafür nahmen, dass Duda sein Amt unabhängig von parteipolitischen Einflüssen, insbesondere der PiS, ausfüllen und führen wollte.
Duda kündigte in seiner Antrittsrede an, seine sozialpolitischen Wahlversprechen zu erfüllen und außen- und sicherheitspolitisch für eine starke Armee und eine stärkere NATO-Präsenz im Land zu sorgen. Der außenpolitische Berater Krzysztof Szczerski nannte das deutsch-polnische Verhältnis „korrekturbedürftig“; so solle die deutsche Regierung ihren Widerstand gegen NATO-Stützpunkte in Polen aufgeben. Als außenpolitisches Signal wurde Mitte August 2015 Dudas erste Auslandsreise als Präsident nach Estland gewertet, bei der er forderte, Polen solle sich zum regionalen Garanten für die Sicherheit der kleineren, Richtung Russland liegenden Staaten Ostmitteleuropas entwickeln, um der postulierten Bedrohung eines russischen Neo-Imperialismus zu begegnen. Seine zweite Auslandsreise führte nach Berlin; ein Antrittsbesuch in Brüssel war nicht geplant. Dort stellte er sich gegen die Klimapolitik der Europäischen Union zur Begrenzung der Treibhausgas-Emissionen, um den weiterhin bedeutenden polnischen Steinkohlenbergbau vor einer Dekarbonisierung zu bewahren. In der Frage der Flüchtlingspolitik wandte sich Duda gegen feste Aufnahmequoten für sein Land, das nicht wohlhabend genug sei; er setzte sich für den Zuzug ethnischer Polen aus den ehemaligen polnischen Ostgebieten und anderen Gebieten der ehemaligen Sowjetunion ein.
Am 20. August 2015 kündigte Duda als Präsident in einer Fernsehansprache ein Referendum an, welches drei Fragen umfassen sollte. Dabei ging es um das Schuleintrittsalter, das Rentenalter und um die Privatisierung der Wälder. Dazu wurden in der Vergangenheit sechs Millionen Unterschriften durch Bürgerinitiativen gesammelt. Das Referendum sollte parallel zu den Parlamentswahlen am 25. Oktober 2015 stattfinden. Der Senat lehnte dies am 4. September ab. Gegen ein weiteres Referendum war die Bürgerplattform, welche eine Mehrheit im Senat innehatte.
Vor seinem Deutschlandbesuch bezeichnete Duda in einem Bild-Interview das deutsch-polnische Verhältnis als „sehr gut“ und erklärte, er wolle daran mitwirken, dass dieses „sehr sehr gut“ werde; Deutschland sei nicht nur wirtschaftlich, sondern auch politisch der wichtigste und größte Partner Polens. Er forderte eine Erweiterung des internationalen Engagements im Friedensprozess in der Ukraine, um sowohl bei der russisch besetzten Krim als auch bei der von Rebellen umkämpften Ostukraine den früheren völkerrechtlichen Status quo, das heißt die Autorität des ukrainischen Staates wiederherzustellen. Gegenüber der FAZ sagte Duda, er möge Deutschland „ganz einfach“; er habe persönlich nur gute Erfahrungen gemacht und lobte das deutsche Engagement in der Außenpolitik, Vergangenheitsbewältigung und humanitären Hilfe. Zugleich erneuerte er seine Forderung nach einer Stärkung der NATO-Präsenz in Polen und sprach sich für eine Anerkennung der Polen in Deutschland als nationale Minderheit aus. Im Interview für Die Welt definierte er sich als Anhänger des „Europas der Vaterländer“ (statt einer supranationalen Vereinigung Europas), der als die „vielen Vorteile“ der europäischen Integration für Polen vor allem Reisefreiheit und EU-Fördermittel sieht. Für einen Beitritt Polens zur Euro-Zone sind nach seiner Meinung erst eine deutliche Steigerung des Lebensstandards auf das Niveau des EU-Durchschnitts und ein Volksentscheid dazu notwendig.

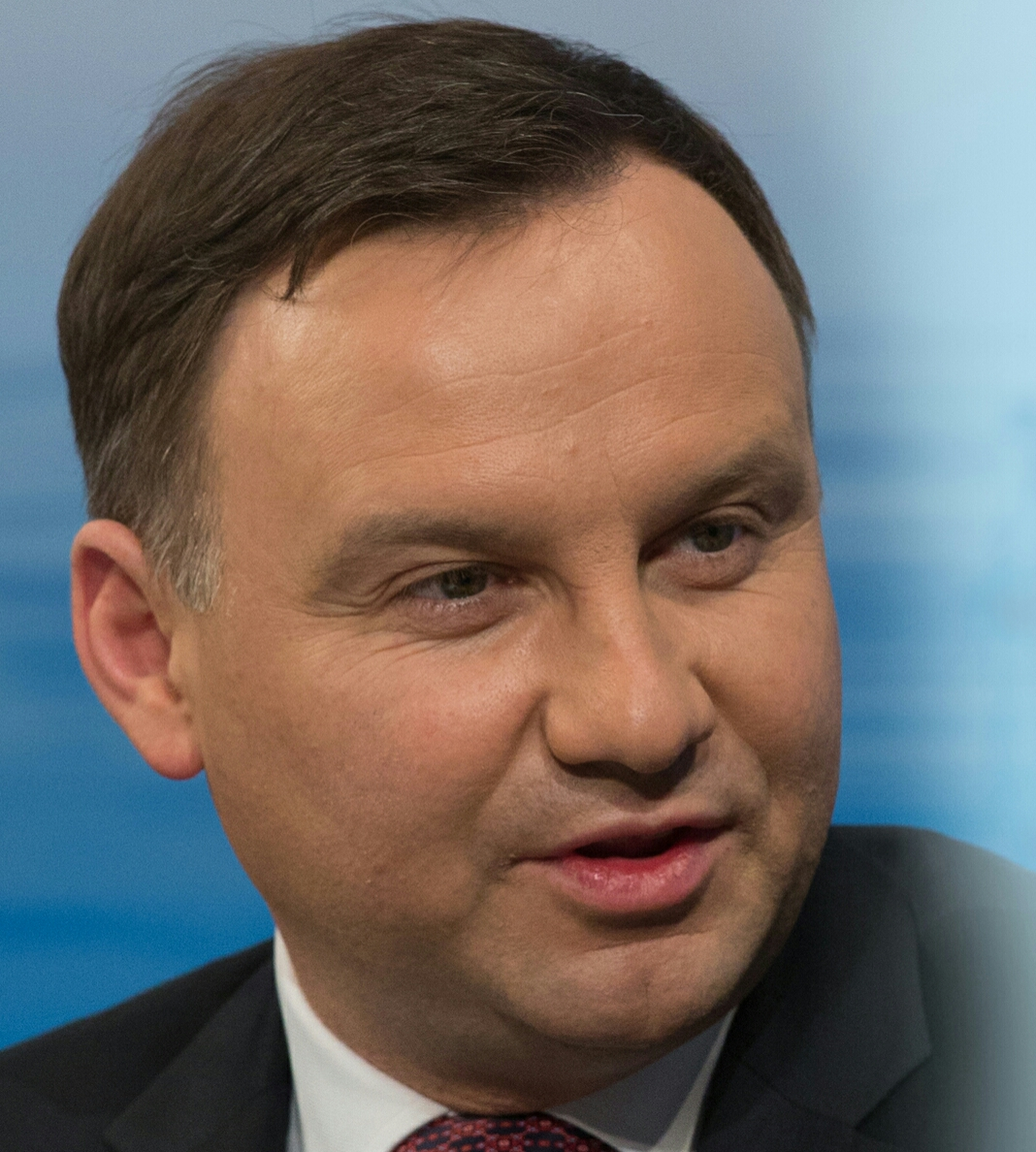
Andrzej Duda während der MSC 2016

Am 21. September 2015 initiierte Andrzej Duda einen Gesetzesentwurf, welcher die Absenkung des Renteneintrittsalters für Männer auf 65 und für Frauen auf 60 Jahre vorsah. Dabei stünde es jedem frei, ob er zu dem vorgeschlagenen Alter in Rente gehe oder bis 67 Jahre arbeiten wolle. Der Sejm konnte über das vorgeschlagene Projekt noch in der 7. Legislaturperiode abstimmen.
Am 16. November 2015 begnadigte er den ehemaligen Vorsitzenden des Centralne Biuro Antykorupcyjne und amtierenden Koordinator der Geheimdienste Mariusz Kamiński sowie drei weitere Personen, welche im CBA tätig waren. Kamiński wurde im März 2015 in erster Instanz wegen Kompetenzüberschreitung schuldig gesprochen und ist nicht rechtskräftig zu einer Freiheitsstrafe von drei Jahren verurteilt worden. Die Begnadigung trotz einer ausstehenden Berufungsverhandlung wurde von einigen Rechtsgelehrten als rechtswidrig kritisiert.
Im Dezember 2015 unterzeichnete Duda ein von der PiS eingebrachtes Gesetz zur Reform des Verfassungsgerichts. Nach Ansicht von Kritikern würde diese Justizreform das Verfassungsgericht als Kontrollinstanz der Regierung weitgehend ausschalten. Der Europarat erklärte, dass diese geplante Reform die Demokratie gefährde und den Rechtsstaat schwäche.
Den im Präsidentschaftswahlkampf versprochenen Zwangsumtausch von Schweizer-Franken-Hypotheken durch Banken konnte Duda nicht durchsetzen und enttäuschte damit die betroffenen Hypotheken-Kreditnehmer. Ein vorgestellter Gesetzesentwurf umfasste lediglich die Erstattung der Spanne zwischen Ankaufs- und Verkaufskurs.

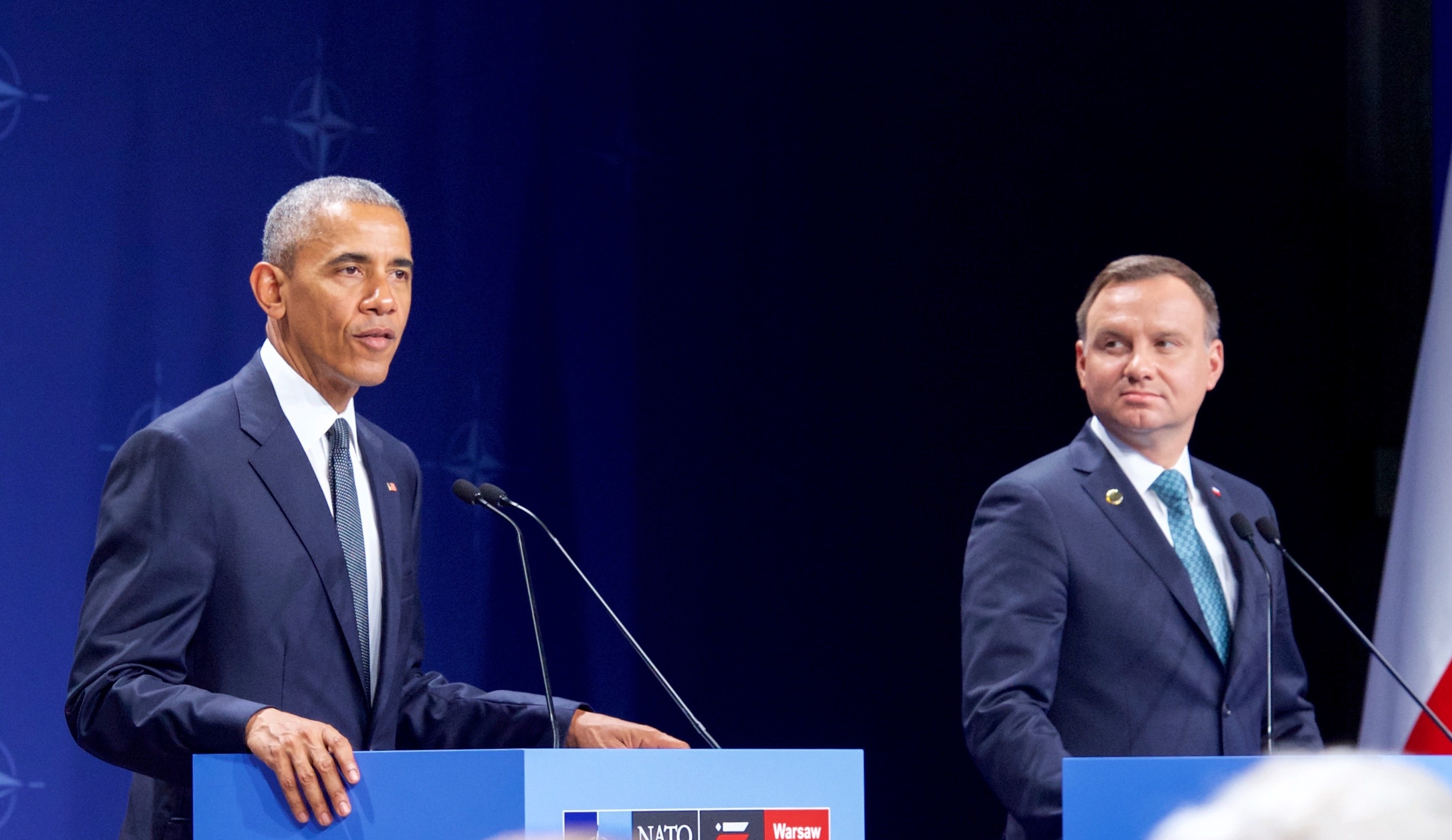
Andrzej Duda und US-Präsident Barack Obama während des NATO-Gipfels in Warschau (2016)

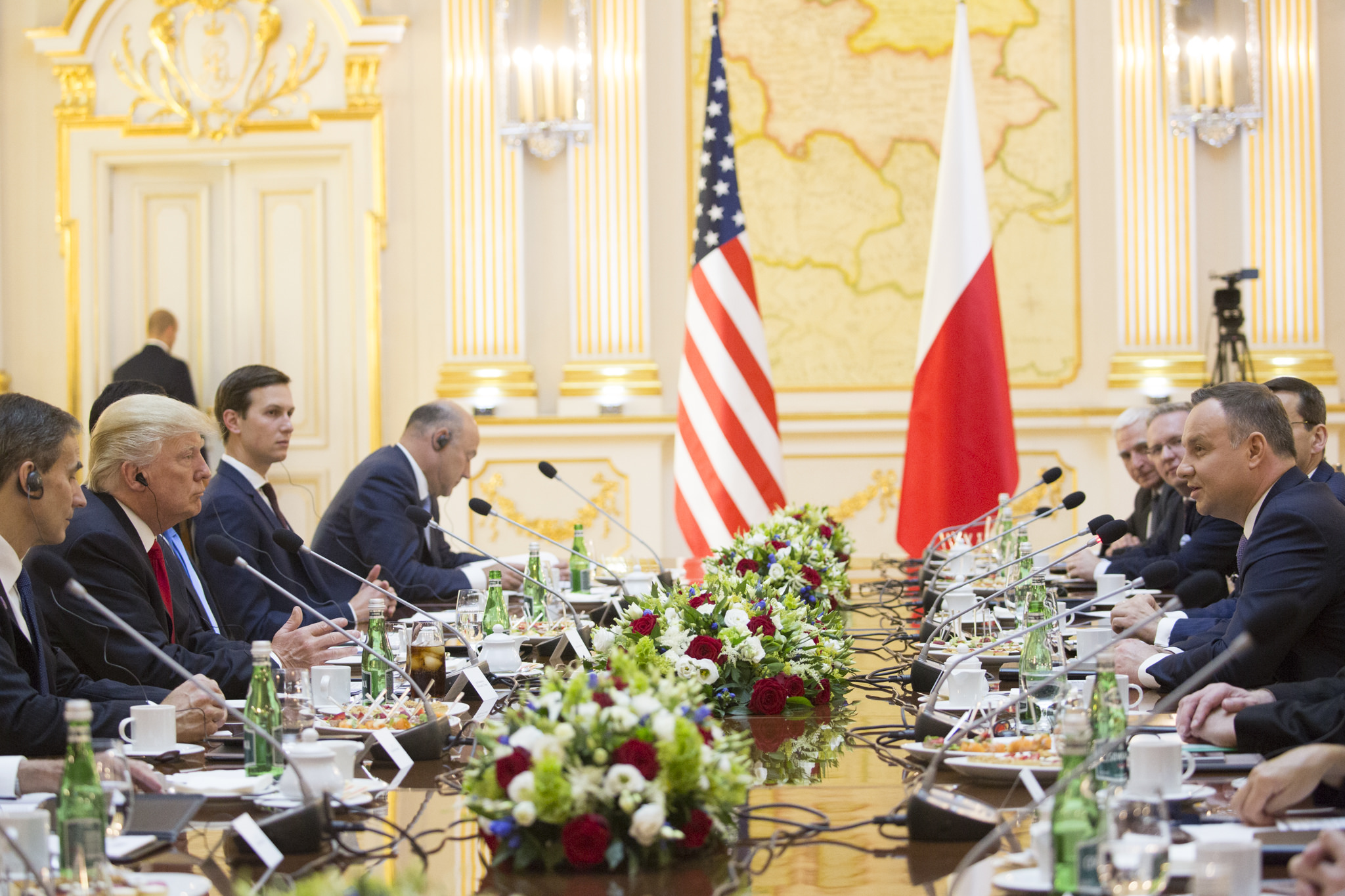
Gespräch zwischen Duda und US-Präsident Donald Trump (2017)

Duda war Gastgeber des NATO-Gipfels in Warschau am 6. und 7. Juli 2016; kurz zuvor fand eine Militärübung mit 25.000 Soldaten unterschiedlicher Mitgliedstaaten statt. Während des Gipfels sicherten die 28 Staats- und Regierungschefs eine Stationierung von jeweils 1.000 Soldaten in Polen, Lettland, Litauen und Estland zu. Der polnische Staatspräsident bezeichnete diese Entscheidung als „historisch“. Barack Obama hatte sich in einem Teil seiner Rede besorgt über die Verfassungskrise gezeigt. „Rechtsstaatlichkeit, unabhängige Gerichte und freie Medien sind Werte, an denen den Vereinigten Staaten gelegen ist und die die Grundlage unserer Allianz sind“, so Obama. Nach Ansicht verschiedener US-Medien sei die Aussage im öffentlich-rechtlichen Fernsehen TVP falsch wiedergegeben worden. Anstrengungen Polens, in die Verteidigung des Landes zwei Prozent des BIP zu investieren, wurden vom US-Präsidenten hingegen positiv hervorgehoben.
Im November 2016 nahm er an der vom Krakauer Erzbischof Stanisław Dziwisz initiierten kirchlichen Feier der „Krönung Jesu Christi zum König Polens“ teil.
Vor dem G20-Gipfel in Hamburg besuchte Donald Trump Anfang Juli 2017 Warschau. Im Rahmen des Treffens wurde eine Absichtserklärung über den Kauf von Patriot-Abwehrraketen unterzeichnet sowie die Bereitschaft hinsichtlich Flüssiggaslieferungen aus den Vereinigten Staaten angekündigt. In einer Rede an das polnische Volk bekannte Trump sich zur NATO-Beistandspflicht und warf Russland zuvor „destabilisierendes Verhalten“ vor. Zudem würdigte er im weiteren Verlauf seiner Rede den polnischen Widerstand gegen Nazi-Deutschland und Russland.

2018 erklärte Duda, dass die Frage deutscher Reparationen für die von den deutschen Besatzern im Zweiten Weltkrieg in Polen verursachten Schäden und Zerstörungen noch offen sei.
In einer Rede am 14. Juni 2020 bezeichnete Duda die LGBT-„Ideologie“ als zerstörerischer, als es der Kommunismus gewesen sei. Die LGBT-Interessenvereinigung ILGA hatte zuvor im Mai 2020 in einem von ihr herausgegebenen Index Polen zum LGBT-feindlichsten EU-Land erklärt.
Kritik am Wahlkampf Dudas wurde des Weiteren vom Verband der Veteranen des Warschauer Aufstandes und der jüdischen Gemeinde in Warschau öffentlich geäußert.

## Zweite Amtszeit als Präsident (2020–2025)
In der Stichwahl zur Präsidentschaftswahl in Polen 2020 gegen seinen Kontrahenten Rafał Trzaskowski wurde Duda mit 51,03 Prozent der Stimmen wiedergewählt.
Im März 2022 nahm Duda nach dem russischen Überfall auf die Ukraine und in Anbetracht des Flüchtlingsstroms nach Polen ukrainische Flüchtlinge in Dienstvillen auf.
Im Mai 2023 setzte Duda ein Gesetz in Kraft, das die Einrichtung einer Kommission vorsieht, die ohne Gerichtsbeschluss Politiker von öffentlichen Ämtern für die Dauer von 10 Jahren ausschließen kann, wenn diese nach Ansicht der Kommission von russischen Interessen beeinflusst waren. Die Kommission hat laut dem Gesetz zu prüfen, ob dies auf polnische Regierungspolitiker ab 2007 – nachdem die PiS, der Duda angehört, abgewählt wurde – zutrifft. Das Gesetz wird Stand Mai 2023 als verfassungswidrig bewertet und als Instrument betrachtet, ausgewählten Oppositionspolitikern die Teilnahme an der im selben Jahr anstehenden Parlamentswahl zu versagen.
Nach der Niederlage der PiS bei der Parlamentswahl 2023 verzögerte Duda die Machtübergabe an die Opposition unter anderem durch die Ernennung des Kabinetts Morawiecki III so weit möglich nach hinten, was als undemokratisch kritisiert wurde.
Am 9. Januar 2024 lud Duda den von einem Bezirksgericht zu zwei Jahren Haft verurteilten und per Haftbefehl gesuchten Mariusz Kamiński sowie Kamińskis ebenfalls verurteilten ehemaligen Staatssekretär Maciej Wąsik in den Präsidentenpalast ein. Dort verhaftete die Polizei die beiden am Abend. Duda äußerte sich am 10. Januar 2024 zutiefst schockiert über „den Eifer und die Brutalität, sowohl in juristischer, physischer und medialer Hinsicht“. Er werde nicht eher ruhen, bis Ex-Innenminister Mariusz Kaminski und sein früherer Staatssekretär Maciej Wasik wieder freigelassen würden. Beide seien „kristallklar ehrliche Menschen“.
Im März 2024 verweigerte Duda seine Unterzeichnung für ein Gesetz zum vereinfachten rezeptfreien Zugang zur Pille danach. Die Regierung von Donald Tusk hatte bereits mit Dudas Veto gerechnet und daher im Falle einer Blockade von Duda angekündigt, über eine Verordnung die Ausstellung von Rezepten für die Pille danach zu vereinfachen.
Bei der Präsidentschaftswahl 2025 durfte Duda nicht erneut kandidieren. Am 6. August 2025 wurde er im Präsidentenamt von Karol Nawrocki abgelöst.

## Kontroverse um Justizreform 2017
Am 18. Juli 2017 stellte sich Duda überraschend gegen die umstrittene Justizreform der Regierung: Er verweigerte seine Unterschrift und verlangte eine Überarbeitung des kürzlich verabschiedeten Gesetzes, mit dem die Regierung ihren Einfluss auf die Besetzung von Richterstellen massiv ausweiten will. Das Gesetz wirke in der jetzigen Form „wie ein politisches Diktat“ bei der Richterbesetzung, sagte Duda. Er drohte damit, auch die geplante Reform des Obersten Gerichts zu blockieren.
Am 20. Juli 2017 demonstrierten in Warschau Zehntausende Polen gegen die Justizreform der PiS-Regierung. Vor dem Präsidentenpalast versammelten sich nach Angaben der Stadt rund 50.000 Demonstranten. Sie forderten Präsident Duda auf, sein Veto gegen die vom Parlament beschlossene Neuordnung des Obersten Gerichts einzulegen. Duda kündigte am 24. Juli 2017 sein Veto gegen zwei von drei Gesetzesinitiativen der zwei Tage zuvor vom Senat verabschiedeten Reform an. Er warnte – auf die kommunistische Vergangenheit Polens anspielend – vor der Einmischung von Ministern in die Arbeit von Richtern und vor einer Spaltung zwischen Gesellschaft und Staat. Erstmals stellte sich der Präsident in einem wichtigen politischen Thema gegen die regierende Partei PiS. Die EU leitete unter anderem aufgrund des Gesetzes, das die Befugnisse des Justizministers bei der Besetzung von Richterposten ausweitet, ein Vertragsverletzungsverfahren ein. Dieses Gesetz erlaubt dem Justizminister, alle leitenden Richter zu ernennen oder zu entlassen, die an gewöhnlichen Gerichten einschließlich der Berufungsgerichte tätig sind. Es gefährdet und untergräbt nach Ansicht der Europäischen Kommission die Unabhängigkeit der polnischen Justiz.

## Auszeichnungen

### Staatliche Orden (Auswahl)
| Träger des portugiesischen Ordens für Verdienst (Großkreuz), erhalten 2008  |
| Träger des Weißen Adlerordens, erhalten 2015                                |
| Träger des Ordens Polonia Restituta (Großkreuz), erhalten 2015              |
| Träger des belgischen Leopoldsordens (Großkreuz), erhalten 2015             |
| Träger des tschechischen Ordens des Weißen Löwen (Großkreuz), erhalten 2016 |

## Schriften
- Interes prawny w polskim prawie administracyjnym (= Monografie Prawnicze.). Beck, Warschau 2008, ISBN 978-83-7483-883-2.